# Haasiidae
Haasiidae é uma família de milípedes pertencente à ordem Chordeumatida.
Géneros:
- Acherosoma
- Likasoma Strasser, 1966
- Macrotelosoma Strasser, 1935
- Olotyphlops